# Tweed (Gewebe)

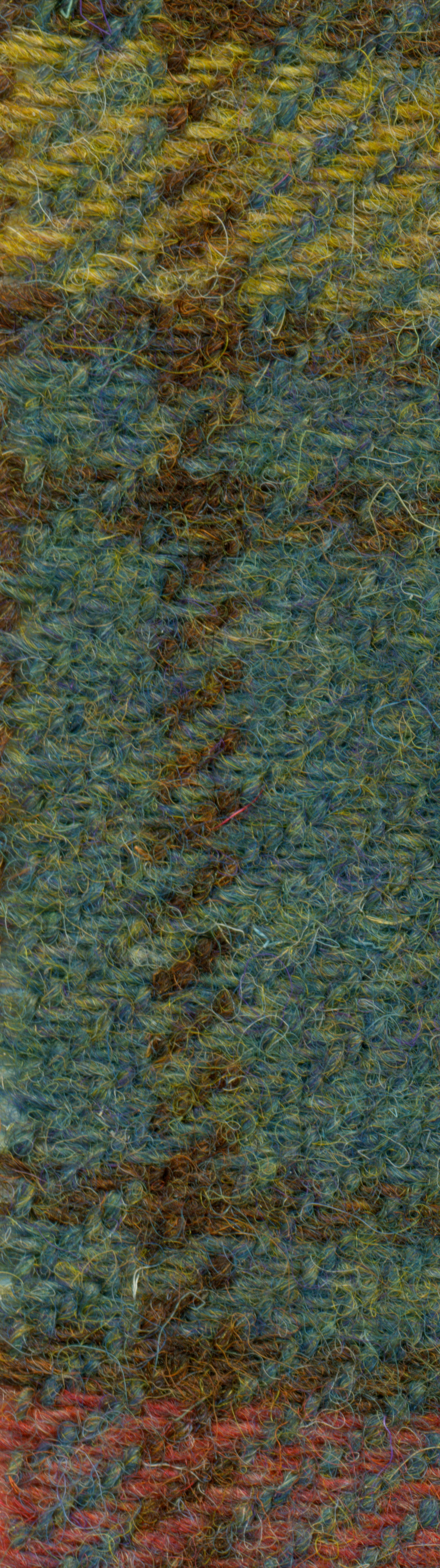
Stoffmuster in Karomuster

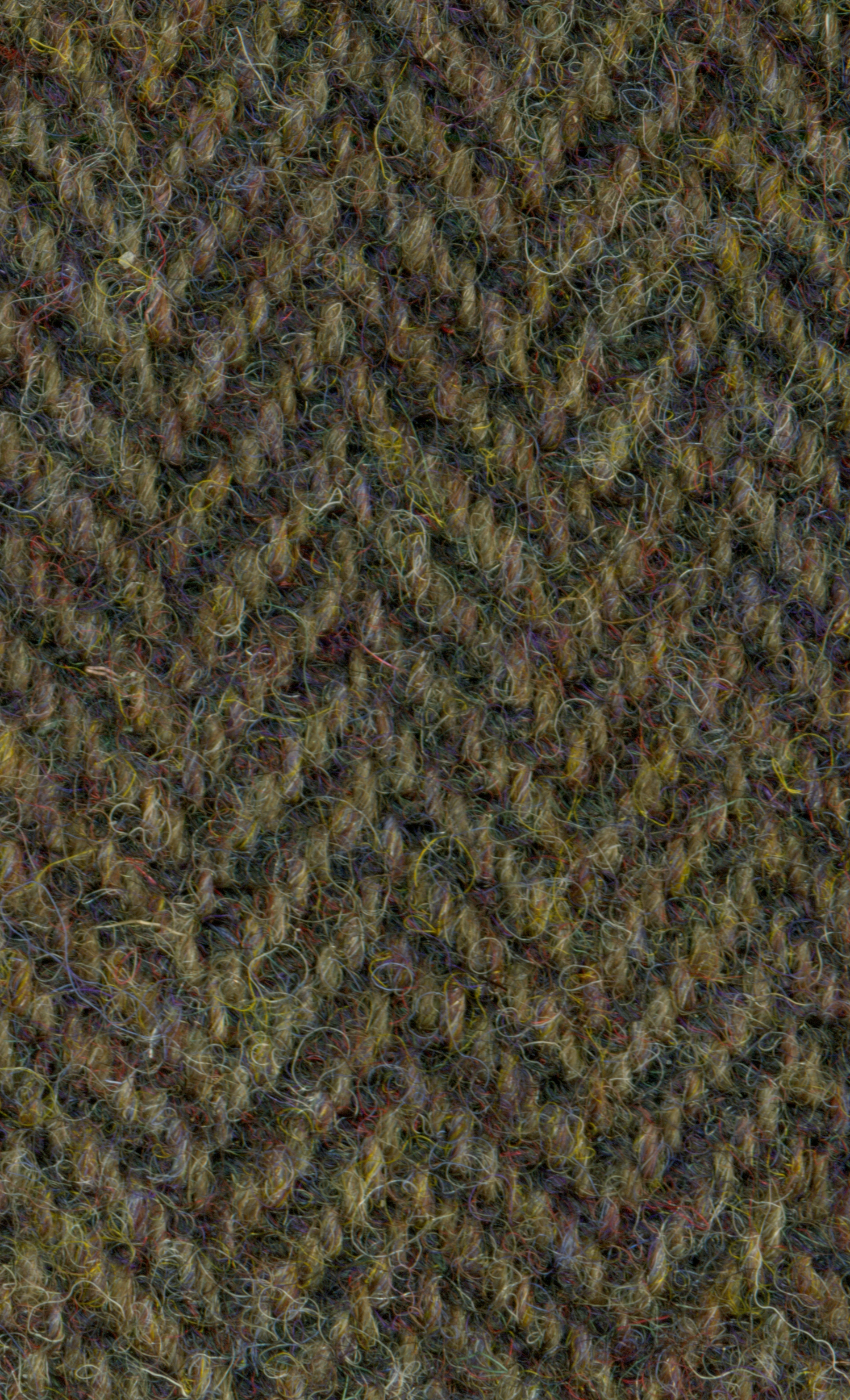
Ein Stück Harris Tweed im Fischgrätmuster

Tweed ist eine Handelsbezeichnung für Gewebe aus Streichgarnen auf Basis Wolle oder Mischgarnen aus Wolle und Chemiefasern, die grob, noppig und meliert sind, wodurch eine gesprenkelte, unegale Oberfläche entsteht. Benannt ist Tweed nach dem schottischen Wort tweel, das gleichbedeutend ist mit dem englischen Wort twill und eine Gewebebindung bezeichnet, die im Deutschen Köperbindung oder ebenfalls „Twill“ heißt, wobei die Bezeichnung durch den Namen des schottischen Flusses Tweed beeinflusst wurde.

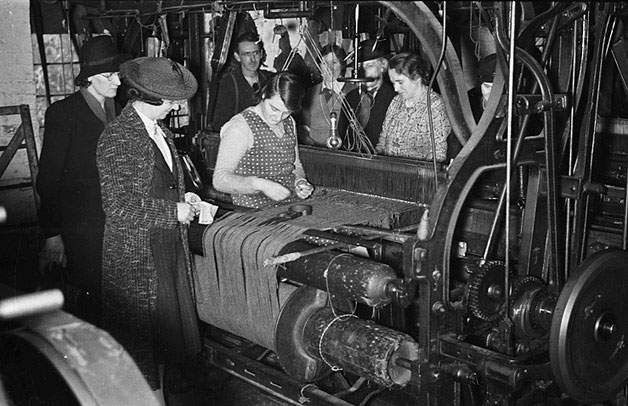
Tweed-Herstellung in Mochdre, Powys, Wales, 1940

Ursprünglich wurden mit Tweed handgewebte, meist köperbindige Gewebe bezeichnet, die zwar dicht, aber flexibel gewebt waren. Tweeds wurden entwickelt als Schutz vor der Witterung im rauen Klima der britischen Inseln. Für die Freizeitbeschäftigungen des Landadels wie Jagen, Reiten, Schießen und Fischen war Tweed für lange Zeit die ideale Kleidung. Tweeds waren aber in der viktorianischen Zeit auch die übliche Bekleidung für sportliche Betätigungen wie Radfahren, Golfen, Tennis, Motorsport und Bergsteigen.
Das Gewebe findet zum Beispiel mit traditionell karierten Mustern, Tartans, als Material für Kilts Verwendung. Tweed wird als Stoff für Kostüme, Mäntel, Sakkos, Anzüge, Hüte und Mützen verwendet. Daneben gibt es Produkte wie Vorhänge, Sofakissen, Möbelbezüge, Hundedecken, Schuhe, Taschen und diverse Accessoires aus Tweed. Heutige Tweeds haben sehr unterschiedliche Eigenschaften, je nach verwendeten Wollsorten, Fadenzahl und Stoffgewicht. Tweeds gibt es in unzähligen Farben, Mustern und Bezeichnungen. Manche Tweeds enthalten außer Wolle auch andere Tierhaare wie Kamelhaar, Mohair, Kaschmir und Alpaka.
- Tartans: Karierte Stoffe, die durch Farben und Muster eine Zugehörigkeit zu einem bestimmten schottischen Clan ausdrücken. Auch manche Unternehmen haben eigene Tartans.[4]
- Estate Tweeds gehen auf die Besitzer bestimmter Landgüter zurück, die oft Farben und Muster wählten, die besonders auf die Landschaft passen, um bei der Jagd nicht gesehen zu werden. Estate Tweeds wurden bei Grundbesitzern durch Prinz Albert populär, weil er den Balmoral Tweed erfand, der in der Farbe an die Landschaft und an die Farbe von Schloss Balmoral angelehnt ist. Ursprünglich war das Tragen solcher Tweeds auf die Familie und das Personal der Grundbesitzer begrenzt, heute kann diese jeder tragen.
- Cheviot Tweed sind benannt nach einer Schafrasse, deren Wolle verwendet wird. Die Garne sind dicker, rauer und schwerer, die Tuche sind meistens dichter gewebt und steifer als bei anderen Tweeds.
- Shetland Tweed, benannt nach den Inseln, ein Tweed aus besonders weicher Wolle, wie sie auf den Shetlands produziert wird.

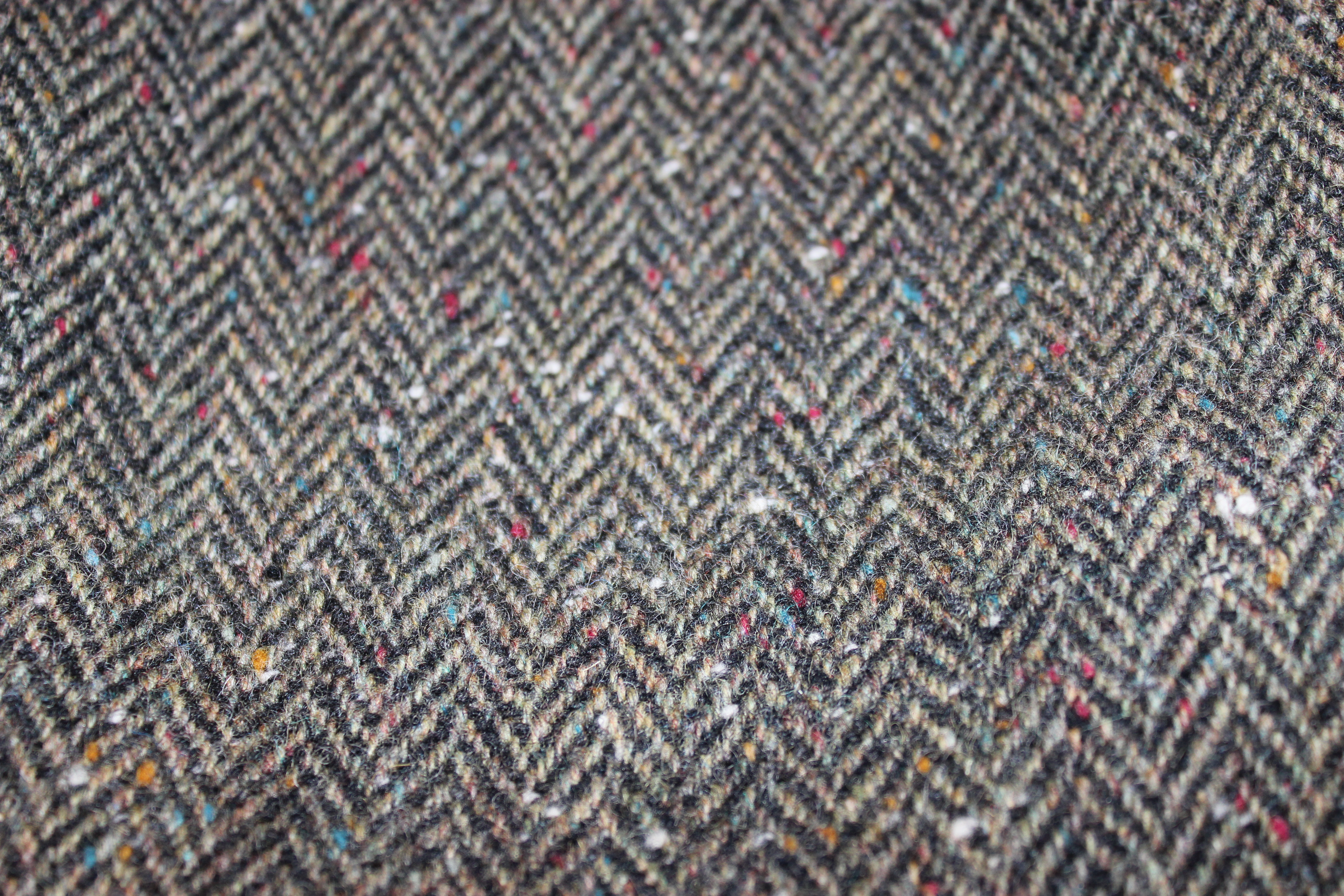
Donegal Tweed, charakteristisch sind die kleinen Knoten aus farbiger Wolle

- Donegal Tweed, benannt nach dem nördlichsten irischen County Donegal, wo dieser traditionsreiche Tweed teilweise noch mit Muskelkraft gewebt wird, zeichnet sich aus durch charakteristische kleine farbige Knötchen im Gewebe
- Harris Tweed ist eine Markenbezeichnung für einen handgewebten Stoff von den Äußeren Hebriden gemäß dem Harris Tweed Act von 1993. Ein offener, luftiger Tweed, der sich rau anfühlt und erst durch das Tragen wieder weicher wird.
- Saxony Tweed: Ein Tweed aus feiner und weicher Merinowolle
- Thornproof Tweed ist ein Gewebe aus besonders stark verzwirntem Garn, das besonders widerstandsfähig gegen Durchstechen und Reißen ist. Das Gewebe ist selbstheilend; ein Durchstich verschwindet von selbst, wenn das Gewebe etwas massiert wird.
- Sporting Tweed ist ein Tweed, der besonders gute Tarneigenschaften aufweist, wie sie bei der Jagd gebraucht werden. Viele Estate Tweeds sind solche Sporting Tweeds, die an das Klima und die Farben der Landschaft angepasst sind. Die vielen Farben der unterschiedlichsten Landschaften und der Drang zu Innovation und zur Unterscheidung brachten unzählige Varianten und Muster von Tweeds hervor.
- Gamekeeper Tweed ist ein besonders schwerer Tweed und kann Stoffgewichte bis zu rund 1000 g erreichen. Dieser Tweed ist gedacht für verstärkten Schutz der Wildhüter an besonders kalten, nassen und windigen Tagen.

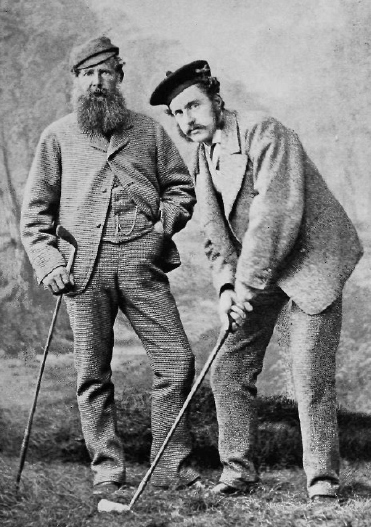
Die Golfer Old Tom Morris und Young Tom Morris im Tweedanzug
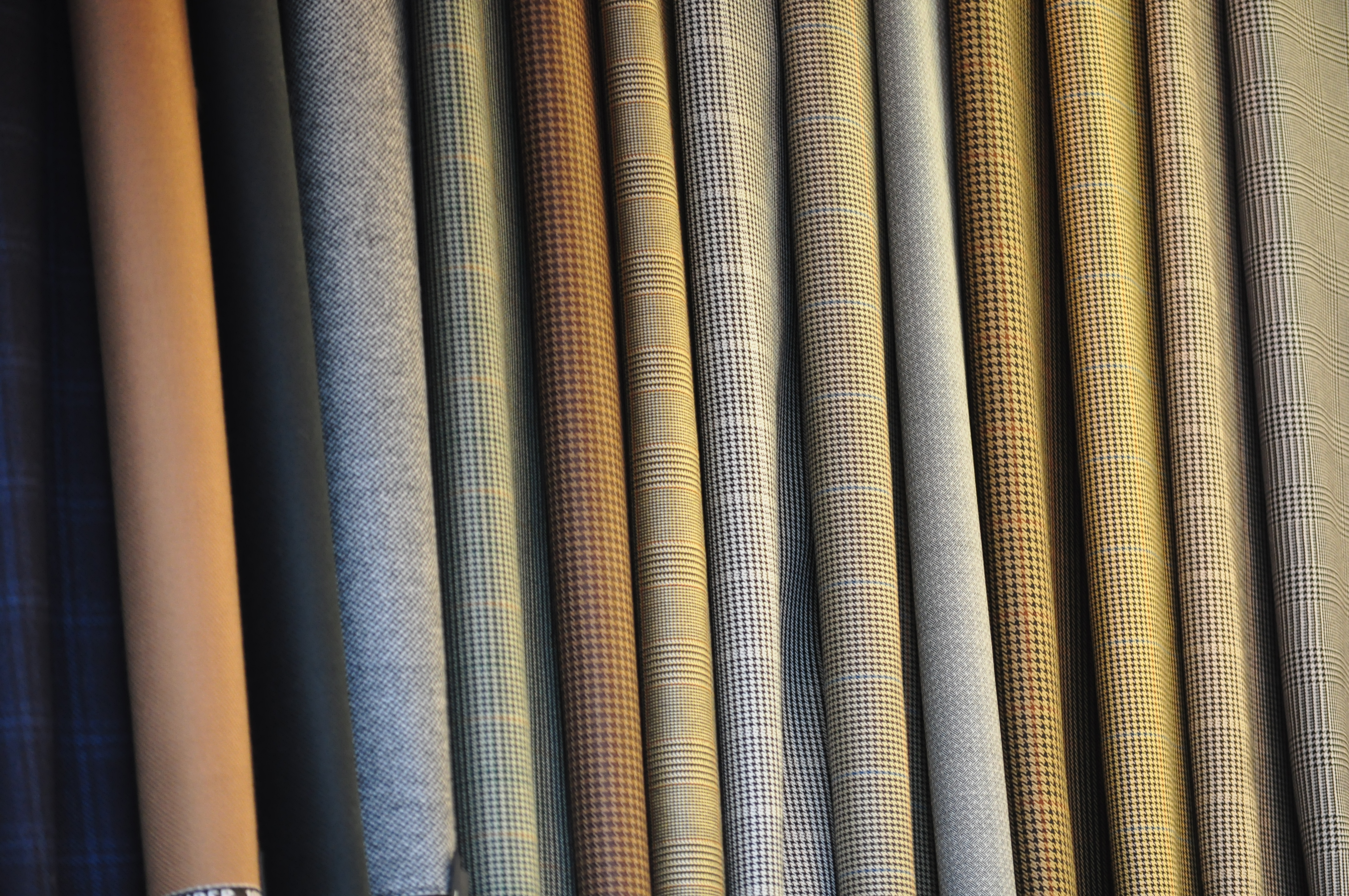
Die Farben und Muster sind unerschöpflich
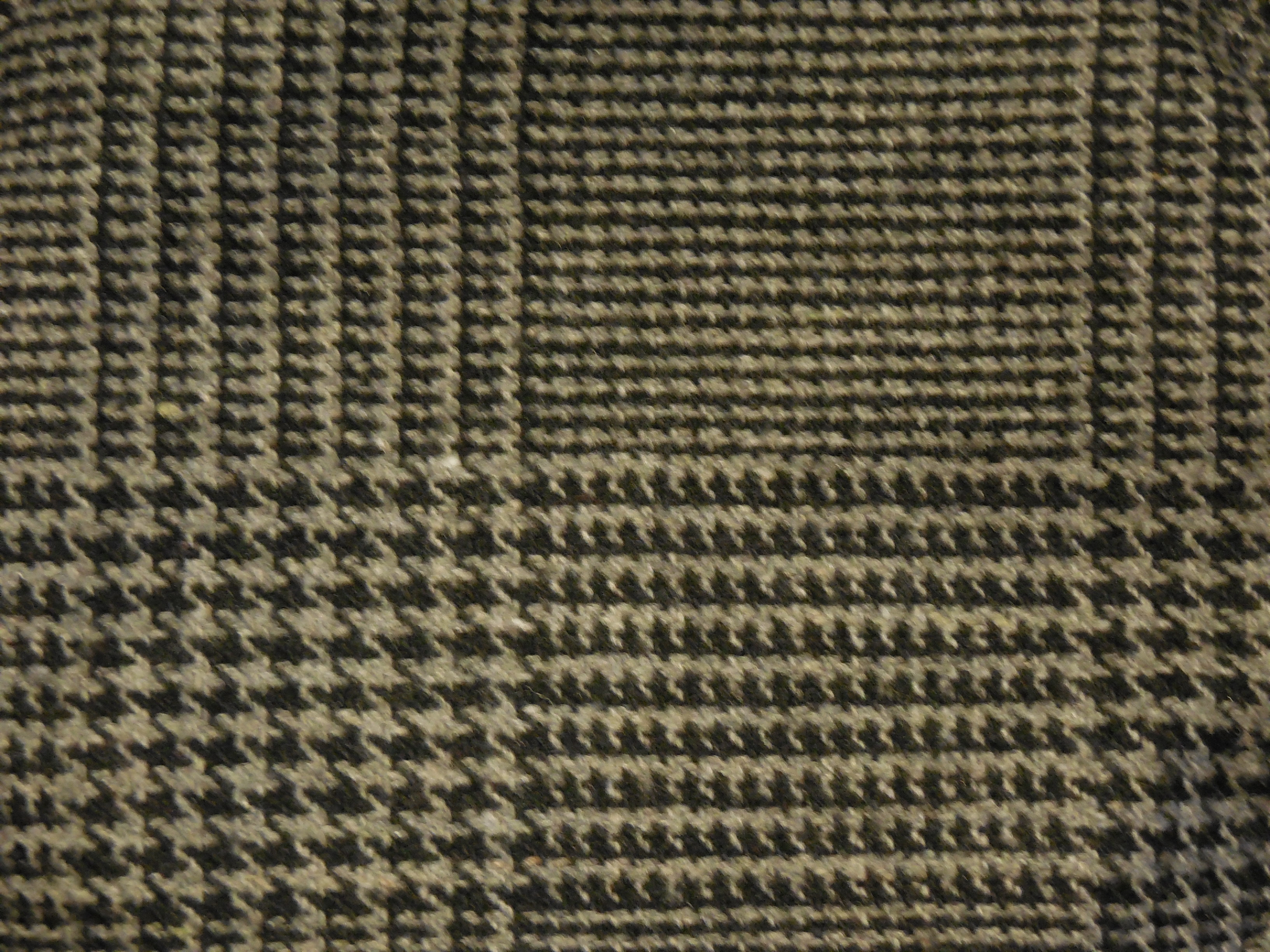
Prince of Wales Muster
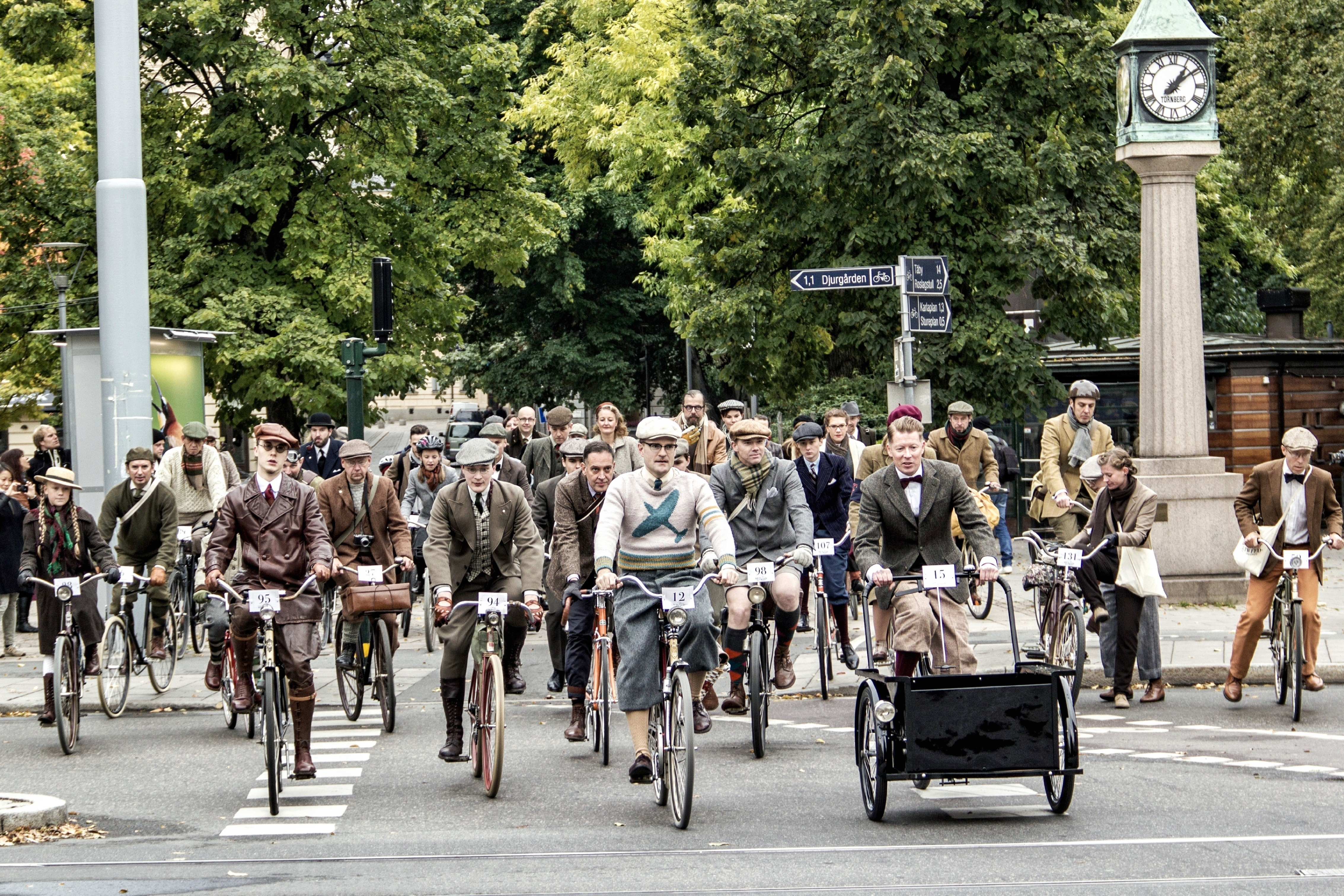
Bike in Tweed, Stockholm, 2013